# Drum național 13E
Der Drum național 13E (rumänisch für „Nationalstraße 13E“, kurz DN13E) ist eine Hauptstraße in Rumänien.

## Verlauf
Die Straße zweigt in Feldioara vom Drum național 13 (Europastraße 60) ab und verläuft in östlicher Richtung über Sfântu Gheorghe, wo sie den Drum național 12 kreuzt, und Reci, wo der Drum național 11 (Europastraße 574) gekreuzt wird, nach Covasna. Hier wendet sie sich scharf nach Südsüdwesten und verläuft über Zagon und Barcani  nach Întorsura Buzăului, wo sie auf den Drum național 10 trifft und an diesem endet. Der Abschnitt zwischen Zagon und Barcani ist nicht durchgehend asphaltiert.
Die Länge der Straße beträgt rund 87 Kilometer.